# Lysandra irregularis
Lysandra irregularis är en fjärilsart som beskrevs av Tutt 1910. Lysandra irregularis ingår i släktet Lysandra och familjen juvelvingar. Inga underarter finns listade i Catalogue of Life.